# Lajos Für
Lajos Für (ur. 21 grudnia 1930 w Egyházasrádócu w komitacie Vas, zm. 22 października 2013 w Budapeszcie) – węgierski polityk, historyk i nauczyciel akademicki, parlamentarzysta, w latach 1990–1994 minister obrony, od 1994 do 1996 przewodniczący Węgierskiego Forum Demokratycznego (MDF).

## Życiorys
Z wykształcenia historyk, absolwent Uniwersytetu Lajosa-Kossutha w Debreczynie (1954). Uzyskiwał później stopnie kandydata nauk (1971) i doktora (1983). Pracował początkowo jako nauczyciel akademicki na macierzystej uczelni. W czasie powstania węgierskiego w 1956 był sekretarzem miejskiego komitetu rewolucyjnego. Po jego upadku został na krótko aresztowany, po zwolnieniu wyjechał do Francji, jednak po kilku miesiącach powrócił na Węgry. Przez rok pozostawał bezrobotny, w 1958 podjął pracę w zawodzie bibliotekarza. Później zatrudniony m.in. jako badacz w placówce muzealnej Magyar Mezőgazdasági Múzeum, a w 1987 został wykładowcą Uniwersytetu im. Loránda Eötvösa w Budapeszcie. Był członkiem jednego z komitetów naukowych Węgierskiej Akademii Nauk.
W 1987 należał do założycieli Węgierskiego Forum Demokratycznego. W 1990 i 1994 wybierany na posła do Zgromadzenia Narodowego. Od maja 1990 do lipca 1994 sprawował urząd ministra obrony. W latach 1994–1996 stał na czele MDF. W 2007 publicznie wsparł powołanie Gwardii Węgierskiej, paramilitarnej organizacji zainicjowanej przez kierownictwo partii Jobbik.